# Aeroportul Watertown
Aeroportul Watertown (IATA: ART, ICAO: KART, FAA LID: ART) este un aeroport din New York, Statele Unite ale Americii ce deservește zona Watertown⁠(d). Aeroportul a fost tranzitat în 2019 de 45.024 de pasageri. A fost numit după zona deservită.
Situat la o altitudine de 100 m, aeroportul dispune de 2 piste.

## Infrastructură

### Piste
Aeroportul dispune de 2 piste. Pista 07/25 are suprafața de asfalt și dimensiunile 4.999 picioare × 150 picioare. Pista 10/28 are suprafața de asfalt și dimensiunile 7.001 picioare × 150 picioare. 